# 51e arsenal de la Direction principale des missiles et de l'artillerie

Vue satellite du 51e arsenal avant l'explosion d'avril 2025.

Le 51e arsenal de la Direction principale des missiles et de l’artillerie (GRAU) situé a Barsovo, raïon de Kirjatch, oblast de Vladimir, à 70 km au nord-est de Moscou, est l'un des plus importants dépôts de munitions de Russie. Il est identifié par les forces armées russes, en 2025, comme étant l'unité militaire n° 11785.
Ses coordonnées géographiques sont 56° 06′ 05″ N, 38° 44′ 50″ E.

## Caractéristiques
Cet arsenal des Troupes de missiles et d'artillerie russes occupe une superficie de 502 hectares (3,5 km²), avec un périmètre de 8,4 km, sa capacité de stockage serait de 105 300 tonnes de munitions dans 45 installations de stockage individuelles et 30 zones de stockage de munitions en plein air.
Il comprend, en 2009, 14,2 km de voies ferrées et 15,3 km de routes, avec une capacité de 4 286 wagons de munitions - 64 tonnes chacun -, soit plus de 264 000 tonnes au maximum.
Le dépôt stocke une grande variété de munitions, notamment des missiles antiaériens et balistiques tactiques à propergol solide, des roquettes pour lance-roquettes multiples et des obus de divers types. Il aurait stocké des munitions transférées de Biélorussie.
Il gère également leur assemblage (par exemple, l'installation d'ogives sur des missiles antichars), les répare et les élimine en cas de défaut.
Elle est une des onze plateformes logistique militaire essentielle pour la distribution et la maintenance des munitions dans en Russie européenne en activité en 2023.
En 2009, le directeur de l'arsenal est un adjudant supérieur recevant 22 000 roubles (265 $). Le personnel civil est largement féminin payé de 6 000 à 8 000 roubles (72 à 96 dollars).

## Historique
La majorité des installations ont été construites dans les années 1970/1980 à l'époque de l'Union soviétique.
En 2013, il a été décidé de moderniser l'arsenal avec des bunkers fortifiés construits selon les normes modernes. Cependant, près de la moitié du budget de 1,3 milliard de roubles a été détournée par les entrepreneurs. Les travaux se sont poursuivis jusqu'en 2021.
Des images satellite montrent que plus de la moitié des bâtiments, y compris tous ceux situés le long de la voie ferrée, n'étaient recouverts d'aucune couche de terre, mais seulement protégés par des revêtements en terre. De nombreux revêtements semblent n'avoir été construits que sur un côté des bâtiments, et non autour. 
Des photos montrent que des caisses de munitions étaient stockés à l'air libre
En juin 2002, 4 personnes sont tuées à la suite de l'explosion de munitions lors des opérations de déchargement. 
Le 28 juin 2022, la cellule « BOAK-Vladimir » a publié un communiqué de presse faisant état d'une action de sabotage sur la voie ferrée du 51e{{}} Arsenal (alors Numéro d'unité militaire 55443 VD). Les rails ont été endommagés. Le communiqué de presse de BOAK indiquait : « Chaque train arrêté contribue à se débarrasser des missiles et des roquettes, qui pourraient frapper des villes ukrainiennes pacifiques ! »

### Explosion le 22 avril 2025

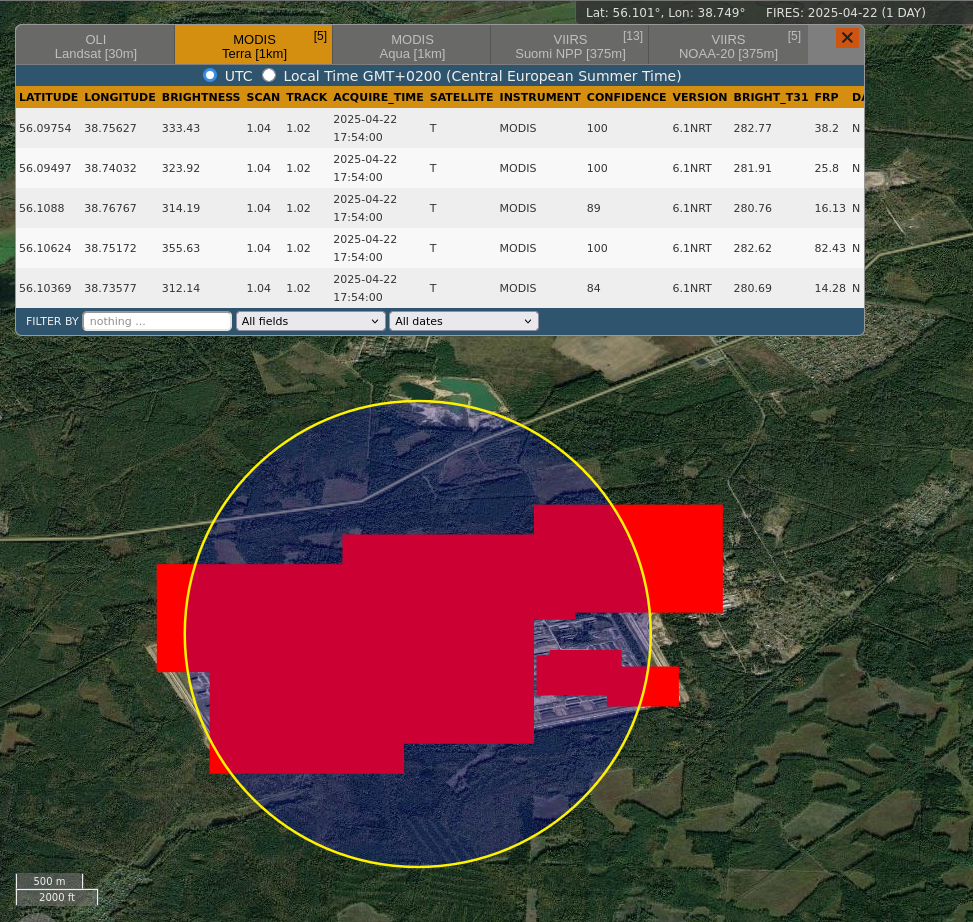
Image satellite du FIRMS du 22 avril 2022 montrant un incendie dans l'arsenal.

Le 22 avril 2025, de violentes explosions détruisent un kilomètre carrésdu site alors que l'Ukraine estime qu'il contenait 105,000 tonnes de munitions. 
Le 23 avril, des explosions secondaires se poursuivaient à l'arsenal. Les autorités ont évacué huit villages voisins et deux coopératives de résidences secondaires soit environ 450 personnes. Trente-sept localités ont été coupées de l'approvisionnement en gaz. La localité évacuée la plus éloignée se trouve à 4,5 kilomètres du site, tandis que la ville de Kirzhach, située à seulement 5-6 kilomètres, n'a pas été évacuée.
Le ministère russe de la Défense a publié un communiqué le 22 avril 2025, niant toute victime et attribuant l'incident à « une violation des règles de sécurité lors de la manipulation de matières explosives ». Le gouverneur régional déclare quatre blessés le jour de l'explosion. Les satellites d'observation de la Terre du Fire Information for Resource Management System (en) indique des incendies jusqu'au 24 avril 2025.
La zone la plus touchée de l'arsenal est centrée sur l'installation de chargement/déchargement ferroviaire, ce qui pourrait étayer l'hypothèse d'un accident impliquant un train de munitions.